# 串本町立古座小学校
串本町立古座小学校（くしもとちょうりつ こざしょうがっこう）は、和歌山県東牟婁郡串本町の旧古座町域にある公立小学校。

## 沿革
- 1873年（明治6年）11月6日 - 古座小学校開校。
- 1941年（昭和16年）4月1日 - 国民学校令により、古座国民学校と改称。
- 1947年（昭和22年）4月1日 - 学制改革により、古座町立古座小学校と改称。
- 1968年（昭和43年）3月 - 鉄筋3階建の校舎完成。
- 1974年（昭和49年） - タイムカプセル埋設。
- 1978年（昭和53年）3月 - 屋内運動場完成。
- 1994年（平成6年）1月20日 - 昭和49年に埋めたタイムカプセルが開けられる。
- 1997年（平成9年）3月 - 大規模改築実施。
- 2005年（平成17年）4月1日 - 町村合併により、串本町立古座小学校と改称。

## 通学区域
- 古座・中湊・上野山・津荷[1]

## 進学先中学校
- 古座川町立古座中学校[1]

## 周辺
- 古座中湊郵便局
- 和歌山県道227号田原古座線
- 和歌山県道228号高瀬古座停車場線
- 宮城谷川
- 古座川
  - 古座橋（県道228号の橋）
  - なお、古座川をはさんだ対岸側には、旧古座町中心部がある。

## アクセス
- 古座川町ふるさとバス「中湊」バス停下車後、徒歩約200m・約3分。
- JR紀勢本線古座駅から、
  - 上述のふるさとバスで、「中湊」バス停下車後、徒歩。
  - 駅から徒歩で、約550m・約9分。
- 古座川町立古座中学校から、徒歩約455m・約7分。